# Бусалис, Хелен
Хе́лен Дж. Буса́лис (англ. Helen G. Boosalis, имя при рождении Хе́лен Джеанко́плис (англ. Helen Geankoplis); 28 августа 1919, Миннеаполис, Миннесота, США — 15 июня 2009, Линкольн, Небраска, США) — американский политик-демократ, первая женщина-мэр города Линкольн (1975—1983) и первая женщина-президент Конференции мэров США (1981—1982). Кандидат в губернаторы Небраски (1986). Была одной из первых женщин в политике, чьи достижения укрепили позиции последних как символа власти в городах и штатах США.

## Биография

### Образование
Родилась 28 августа 1919 года в Миннеаполисе (Миннесота, США) в семье греческих иммигрантов, где она выросла, работая в ресторане своего отца.
Окончила Миннесотский университет, где познакомилась со своим будущим мужем.

### Карьера

#### Политика
В 1959 году была избрана в городской совет Линкольна. Впоследствии трижды переизбиралась.
В 1975 году стала мэром Линкольна — первой женщиной на этом посту. Занимала эту должность на протяжении двух сроков подряд до 1983 года.
В 1981—1982 годах была первой женщиной-президентом Конференции мэров США.
В 1983 году, вскоре после завершения пребывания на посту мэра Линкольна, была назначена директором департамента по вопросам старения Небраски в кабинете бывшего в то время губернатора штата Боба Керри. Занимала эту должность до того момента, когда выдвинула свою кандидатуру на пост губернатора Небраски на выборах 1986 года. В праймериз Демократической партии была избрана большинством голосов (43,8 %). Проиграла на всеобщих выборах, уступив кандидату от Республиканской партии Кей Орр, в то время занимавшей пост казначея Небраски (52,9 % против 47,1 % голосов). Эти выборы, привлекшие внимание всей страны, стали первыми выборами губернатора в истории США, в которых кандидатами от двух основных национальных партий являлись женщины.

#### Вне политики
После поражения на выборах являлась активным членом нескольких организаций, самой заметной из которых была должность председательницы совета директоров Американской ассоциации пенсионеров в 1996—1998 годах.
Умерла 15 июня 2009 года в Линкольне от опухоли головного мозга в возрасте 89 лет.

## Личная жизнь
В 1945 году вышла замуж за Майкла Гаса «Майка» Бусалиса, ветерана Второй мировой войны, также грека по происхождению. В 1948 году у пары родилась дочь Мэри-Бет. В 1951 году семья переехала в Линкольн, где Майк Бусалис занялся сельскохозяйственными научными исследованиями и принял должность профессора в Университете Небраски, где преподавал биологию растений.